# Ястребовка (Курская область)
Ястребовка — село в Мантуровском районе Курской области, административный центр Ястребовского сельсовета.

## История
Первое упоминание о селе относится к 1641 году. Основано оскольским казаком Савелием Рагожниковым. Входило в состав Старооскольского уезда. Сначала поселение называлось Рогожников починок, входило в Окологородний стан Старооскольского уезда. К концу XVII века из починка выросло село которое стало называться Стужень Тихвинская. Первое название по речке Стужень, на берегах которой находится село и церкви в честь иконы Тихвинской Богоматери. Второе название, закрепившееся впоследствии, Ястребовка. В конце XVII века изменилось административное деление уезда и село стало входить в состав Пузацкого стана.
Во второй половине XVII века началось более активное заселение края, которое было связано с завершением строительства «Белгородской черты» и уменьшением опасности татарских набегов. В Ястребовке в то время выделялось 2 части: Усть-Стужень и Стужень Тихвинская. В селе была построена деревянная церковь во имя Тихвинской Божьей Матери.
В XVIII веке изменилось административное деление Старооскольского уезда, он стал делиться на части вместо станов. Село Ястребовка (с. Стужень Тихвинская и д. Усть-Стужень) входило в состав 2-й части.
В XIX веке вновь изменяется внутреннее административное деление уездов, вместо частей ни стали делится на волости. В числе других была создана и Ястребовская волость, в которую входили следующие населённые пункты: с. Кунье (Скупое), х. Игнатовский (в настоящее время не существует), д. Ржавец, х. Котёл (Ржавец, в настоящее время не существует), с. Ястребовка (в первой половине столетия сохраняется название Стужень Тихвинская), д. Усть-Стужень, д. Бурцевка, с. Покровское, д. Александровка, с. Рождественское, д. Дегтярное, с. Головище (Верхняя Дорожня), с. Средняя Дорожня, с. Никольское, с. Средние Апочки, д. Баркаловка, д. Нижняя Клешонка, д. Верхняя Клешонка, х. Марьин. После отмены крепостного права в селе выделяется 4 сельских общества: Усть-Стуженское, Ястребовское, Котлянское, Избищенское. В конце века село — второй по величине населения населённый пункт Старооскольского уезда (в 1896 году в селе было 647 дворов, проживало 4 389 человек), больше проживало только в уездном центре г. Старый Оскол — 9018 человек. Во 2-й половине века начинает развиваться земское самоуправление.
С 1928 года — центр Ястребовского района Центрально-Чернозёмной, а с 1934 года — Курской области.
В 1935 году произошло разукрупнение района. Ястребовский район стал включать в себя территорию современных Крутоверховского, Репецкого, Стуженского, Ястребовского сельсоветов Мантуровского района, Знаменского, Куньевского, Никольского, Среднеапоченского и Среднедороженского сельсоветов Горшеченского района.
29 июня 1942 года фашистская Германия оккупировала территорию Ястребовского района. Оккупация длилась более 7 месяцев. Село было освобождено в ночь со 2 на 3 февраля бойцами 21 гвардейской танковой бригады 5 гвардейского танкового корпуса. 12 февраля советские войска освободили весь Мантуровский район.
В конце 1963 года район был укрупнён и вошёл в состав Горшеченского района. В марте 1977 года село вошло в состав вновь образованного Мантуровского района.
В 2010 году село стало центром укрупнённого Ястребовского сельсовета, в который вошли Стуженский и Крутоверховский сельсоветы Мантуровского района Муниципальное образование «Ястребовский сельсовет» в настоящее время включает в себя следующие населённые пункты: с. Ястребовка, с. Стужень, с. Крутые Верхи, д. Бурцевка, д. Меловой Колодезь, с. Покровское, х. Гусли, д. Александровка, д. Камышенка, д. Лески.

## Население
На 1 января 2010 года в селе проживало 1125 человек.
| 1939 | 1959  | 2002  | 2010 |
| ---- | ----- | ----- | ---- |
| 1357 | ↘1189 | ↗1272 | ↘953 |

## География
Село расположено в устье реки Стуженёк и на берегу реки Оскол, в 35 километрах северо-западнее города Старый Оскол, ближайшая железнодорожная станция Губкин — расстояние по грунтовой дороге 19 км, по дороге с твёрдым покрытием 30 км.

## Экономика
До середины 90-х годов в селе работали: кирпичный завод, молокозавод, «Транссельхозтехника», участок Мантуровского отделения «Сельхозхимии».
В настоящее время работают ОАО «Ястребовское» — сельское хозяйство, в основном растениеводство, планируется строительство МТК на 1200 голов дойного стада. Рыбхоз «Стужень».

## Образование
- МОУ «Ястребовская средняя общеобразовательная школа»
- До середины 90-х гг. СПТУ № 30 подготовка механизаторов широкого профиля, младших ветеринаров, затем филиал ПУ № 37, закрыто в 2009 г.
- ДОУ «Ястребовский детский сад»

## Здравоохранение
Филиал МУЗ «Мантуровская ЦРБ» Ястребовская участковая больница.

## Культура
- МУК «Ястребовский КДЦ» с филиалами: Красновесновский и Избищенский сельские клубы.
- МУК «Ястребовская сельская библиотека».
- МУК «Ястребовская детская библиотека»

## Известные жители и уроженцы
- Бурцев, Иван Антонович (1 января 1905 — 28 ноября 1980) — Герой Социалистического Труда.
- Попов, Николай Тарасович (7 августа 1927 — 12 июня 2010) — советский и украинский график, член Национального союза художников Украины (с 1961 года).